# 各務原市立川島中学校
各務原市立川島中学校（かかみがはらしりつ かわしまちゅうがっこう）は、岐阜県各務原市川島河田町にある公立中学校。

## 概要
- 各務原市川島地区の中学校である。
- 川島地区の小学校、中学校は1校ずつしか無いことを利用して、近年は小中一貫教育を一部行なっている。

## 沿革

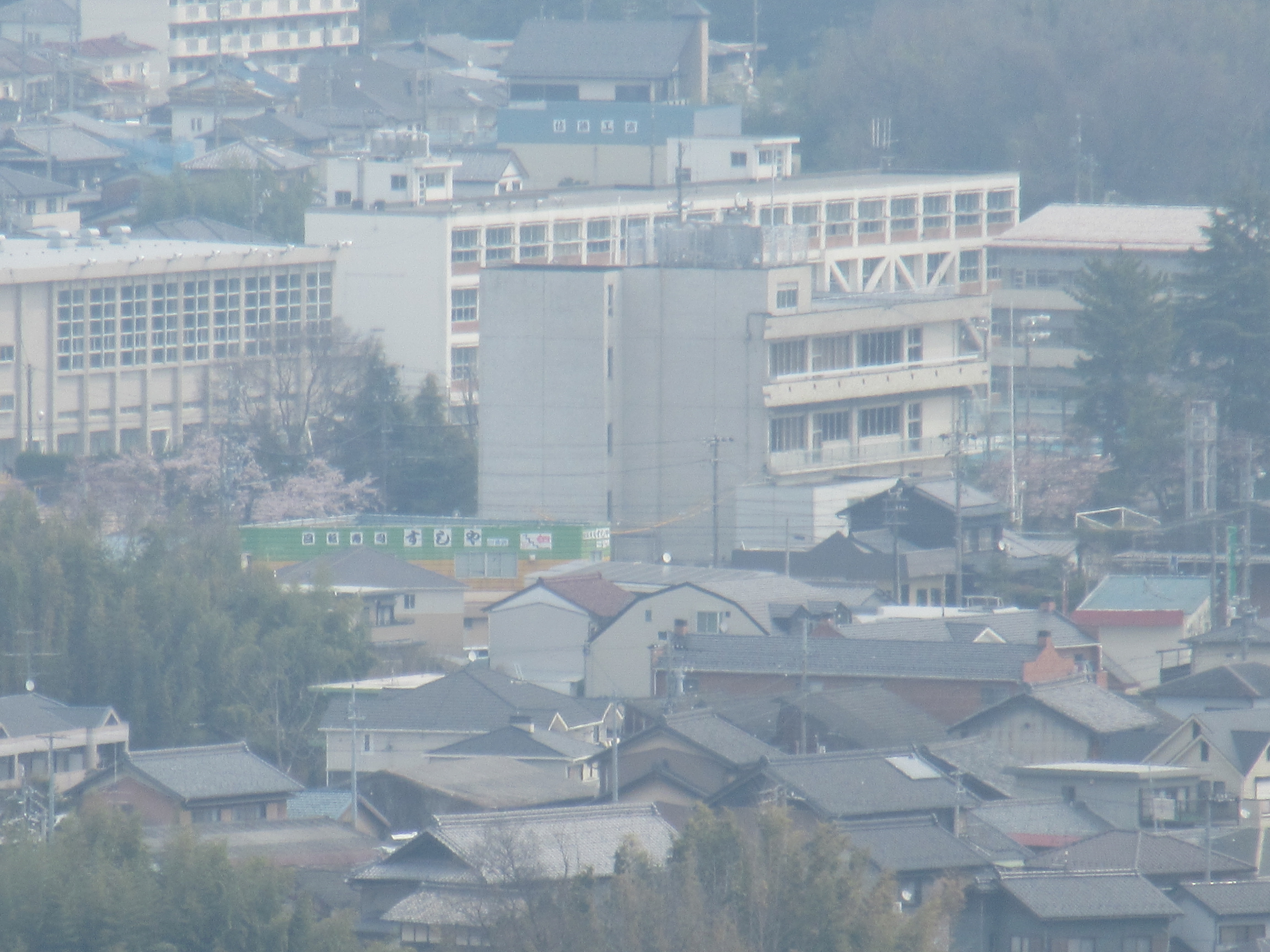
川島中学校の遠景

- 1947年（昭和22年）- 羽島郡川島村に川島村立川島中学校として開校。開校時は川島小学校の一部を仮校舎とする（一部は旧・川島国民学校博文分教場（1942年廃止）の建物も使用）。
- 1948年（昭和23年）- 現在位置に校舎が完成。
- 1950年（昭和25年）- 運動場が完成。小学校と共用（施設としては小学校の施設扱い）。
- 1956年（昭和31年）10月1日 - 川島村の町制施行に伴って川島町立川島中学校に改称。
- 1966年（昭和41年）- 新校舎が完成。
- 1968年（昭和43年）- 小学校と共用のプールが完成。
- 1970年（昭和45年）- 体育館が完成。建物は川島町公民館（現川島ライフデザインセンター）と共用。1階が公民館、2階部分が体育館。
- 1986年（昭和61年）- 小学校体育館1階に柔道場剣道場（現・格技場）が完成。
- 2004年（平成16年）11月1日 - 川島町が各務原市に編入され、各務原市立川島小学校に改称。
- 2018年（平成30年） - 旧・川島町役場（2004年11月から2015年3月までは川島振興事務局。2015年4月から2016年3月までは川島市民サービスセンター）跡地に部室兼体育倉庫が完成。
- 2021年（令和3年）5月31日 - 5月28日から川島大橋が橋脚傾きにより通行止めとなったため、笠田地区の生徒のために通学バスの運行を開始。
- 2022年（令和4年）9月12日 - この日の下校時より、笠田地区の生徒は川島大橋の歩行者自転車用仮橋（8月26日供用開始）を用いての登下校を開始。

## 部活動
| 運動系 - 野球部 - サッカー部 - バレーボール部(女子) - バスケットボール部（女子） - ソフトテニス部（男子、女子） - 卓球部（男子、女子） - バドミントン部(男子、女子) | 文化系 - 美術部 - 吹奏楽部 - コンピュータ部(パソコン部,ロボコン部) |

## 進学前小学校
- 川島小学校[1]

## 周辺施設
- 川島市民サービスセンター
- 各務原市立川島小学校
- 川島ライフデザインセンター
- 川島郵便局

## 交通機関
- 各務原市ふれあいバス
川島線「川島小学校前」バス停下車、徒歩5分。
- 岐阜バス
  - 笠松川島線（2022年3月末で廃止された岐阜川島線（名鉄岐阜駅～川島松倉）に替わり、2022年4月1日新設[2]）「川島小学校前」バス停下車、徒歩5分。
- 名鉄バス
一宮川島線、木曽川線「川島口」バス停下車　徒歩8分
名鉄一宮駅バスターミナル（尾張一宮駅、名鉄一宮駅）3番のりばより「川島」行き、または江南駅より「川島」行き。　江南駅発着は1日1本のみ。

※名鉄バス「川島学校前」、岐阜バス・各務原市ふれあいバス「川島中学校前」バス停が最寄りであったが、国土交通省より危険なバス停のAランクに指定され、2022年3月31日に廃止された。